# Reprezentacja Stanów Zjednoczonych w baseballu mężczyzn
Reprezentacja Stanów Zjednoczonych w baseballu mężczyzn należy do związku USA Baseball, która jest członkiem Pan American Baseball Confederation. W rankingu IBAF zajmuje 2. miejsce. 

## Historia

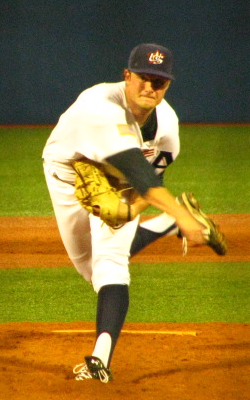
Gerrit Cole jako miotacz reprezentacji Stanów Zjednoczonych podczas World University Baseball Championship.

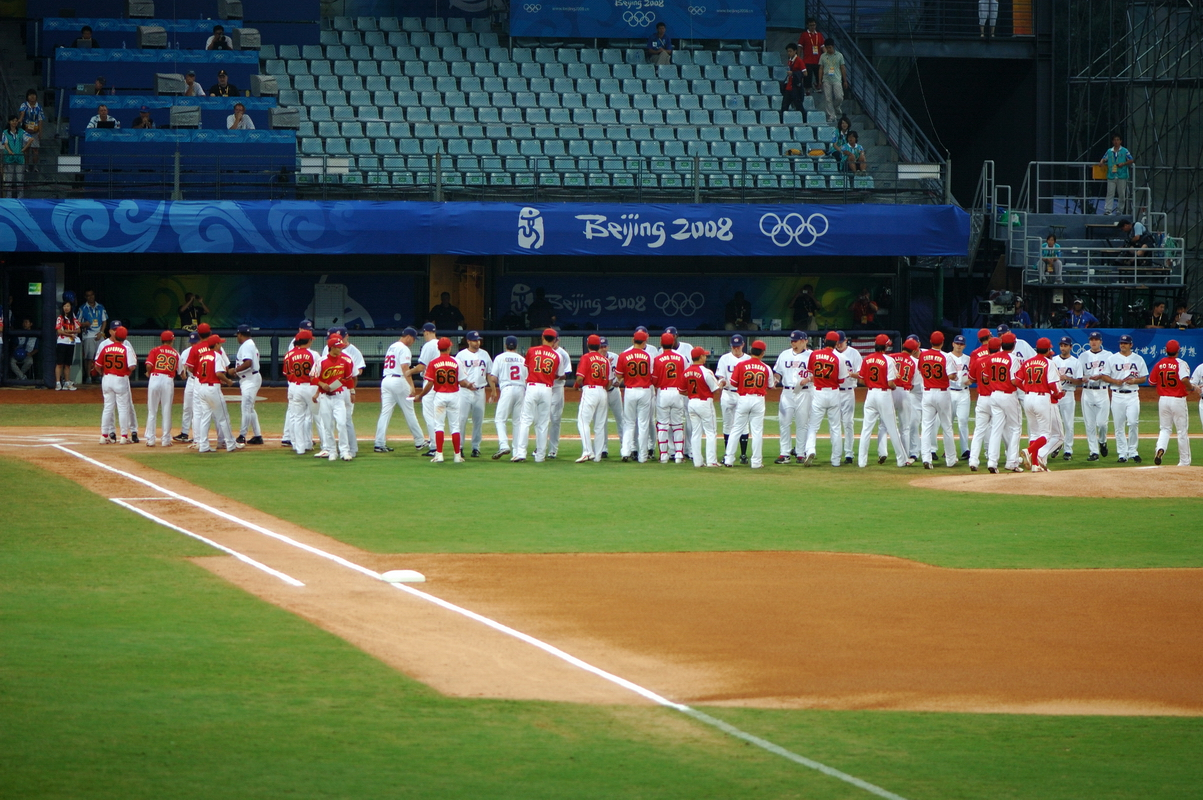
Reprezentacje Stanów Zjednoczonych i Chin przed rozpoczęciem meczu w ramach turnieju olimpijskiego w Pekinie.

Po raz pierwszy na arenie międzynarodowej reprezentacja Stanów Zjednoczonych wystąpiła na igrzyskach w Sztokholmie, gdzie pokonała reprezentację Szwecji 13–3. W sierpniu 1938 drużyna wzięła udział w pierwszej edycji Amateur World Series, amatorskich mistrzostwach świata, w których uległa w pięciomeczowej serii reprezentacji Wielkiej Brytanii 1–4. Skład reprezentacji USA składał się z zawodników ze szkół średnich i koledżów, przygotowujących się na igrzyska olimpijskie w 1940 roku. Pierwszy złoty medal na tym turnieju reprezentacja Stanów Zjednoczonych zdobyła w 1973 na turnieju w Nikaragui, wygrywając wszystkie mecze. 
Pierwsze olimpijskie złoto drużyna zdobyła na igrzyskach w Sydney w 2000 po zwycięstwie w finale nad reprezentacją Kuby 4–0. Trenerem USA był wówczas Tommy Lasorda, członek Baseball Hall of Fame. 
W 2006 reprezentacja USA wzięła udział w pierwszym World Baseball Classic, turnieju, który dopuszcza do gry zawodników występujących w ligach zawodowych. Po dwóch wygranych meczach i jednej porażce zespół dotarł do drugiej rundy, w której zajął trzecie miejsce i odpadł z turnieju. Cztery lata później Amerykanie uzyskali awans do półfinału, w którym ulegli późniejszemu triumfatorowi, reprezentacji Japonii 4–9. W 2013 Stany Zjednoczone zakończyły rozgrywki w drugiej rundzie, przegrywając w decydującym o pozostanie w turnieju meczu 3–4 z reprezentacją Portoryko.

## Sukcesy
- Mistrzostwa świata w baseballu mężczyzn
  - Mistrz (4): 1973, 1974, 2007, 2009
  - Wicemistrz (7): 1938, 1969, 1970, 1972, 1978, 1988, 2001

- Igrzyska olimpijskie
  - Mistrz (1): 2000

- Igrzyska panamerykańskie
  - Mistrz (1): 1971
  - Wicemistrz (10): 1951, 1955, 1963, 1971, 1975, 1987, 1999, 2003, 2007, 2011

- Puchar interkontynentalny
  - Mistrz (2): 1975, 1981
  - Wicemistrz (4): 1977, 1983, 1987, 1993